# Sofiène Chourabi
Sofiène Chourabi (arabe : سفيان الشورابي), né le 24 juin 1982 à Soliman, est un journaliste, militant, cyber-activiste et blogueur tunisien, qui s'est opposé au régime de Zine el-Abidine Ben Ali. Il est porté disparu en Libye depuis le 8 septembre 2014.

## Biographie
Diplômé de la faculté des sciences juridiques, politiques et sociales de Tunis, il rejoint le mouvement Ettajdid et devient journaliste à son quotidien, Attariq Al Jadid.
En plus de ses articles dans Attariq Al Jadid, Sofiène Chourabi ne cesse pas de critiquer le régime de Zine el-Abidine Ben Ali à travers ses blogs personnels et en devenant observateur pour la chaîne française France 24, qui diffuse ses vidéos et ses images sur la répression policière pendant la révolution de 2011,.
Après la révolution, il quitte temporairement le travail journalistique pour rejoindre la Haute instance pour la réalisation des objectifs de la révolution, de la réforme politique et de la transition démocratique et en fondant l'association Conscience politique qui vise à « contribuer à l'éducation politique des citoyens et à l'amélioration de leur conscience politique »,.
Il participe également aux Ateliers ouverts de blogging pour promouvoir les médias alternatifs et le journalisme citoyen.
Sofiène Chourabi travaille comme chroniqueur pour la chaîne de télévision Nessma puis sur le site d'information de l'Institut de reportage sur la guerre et la paix (en).
En 2014, il rejoint la nouvelle chaîne de télévision First TV et y anime l'émission Doussiyet.

## Arrestation
Le 5 août 2012, il est arrêté par la police pour ivresse et atteinte aux bonnes mœurs,, une arrestation condamnée par Amnesty International et l'entourage du journaliste, qui voient dans cette arrestation une punition en raison de ses critiques envers le gouvernement de Hamadi Jebali.
N'ayant pas perdu son réflexe d'opposant, Chourabi n'a en effet pas cessé de critiquer le gouvernement de la troïka, appelant à manifester contre lui quelques jours avant son arrestation. Il est finalement condamné à verser une amende de 104 dinars.

## Départ vers la Libye et disparition

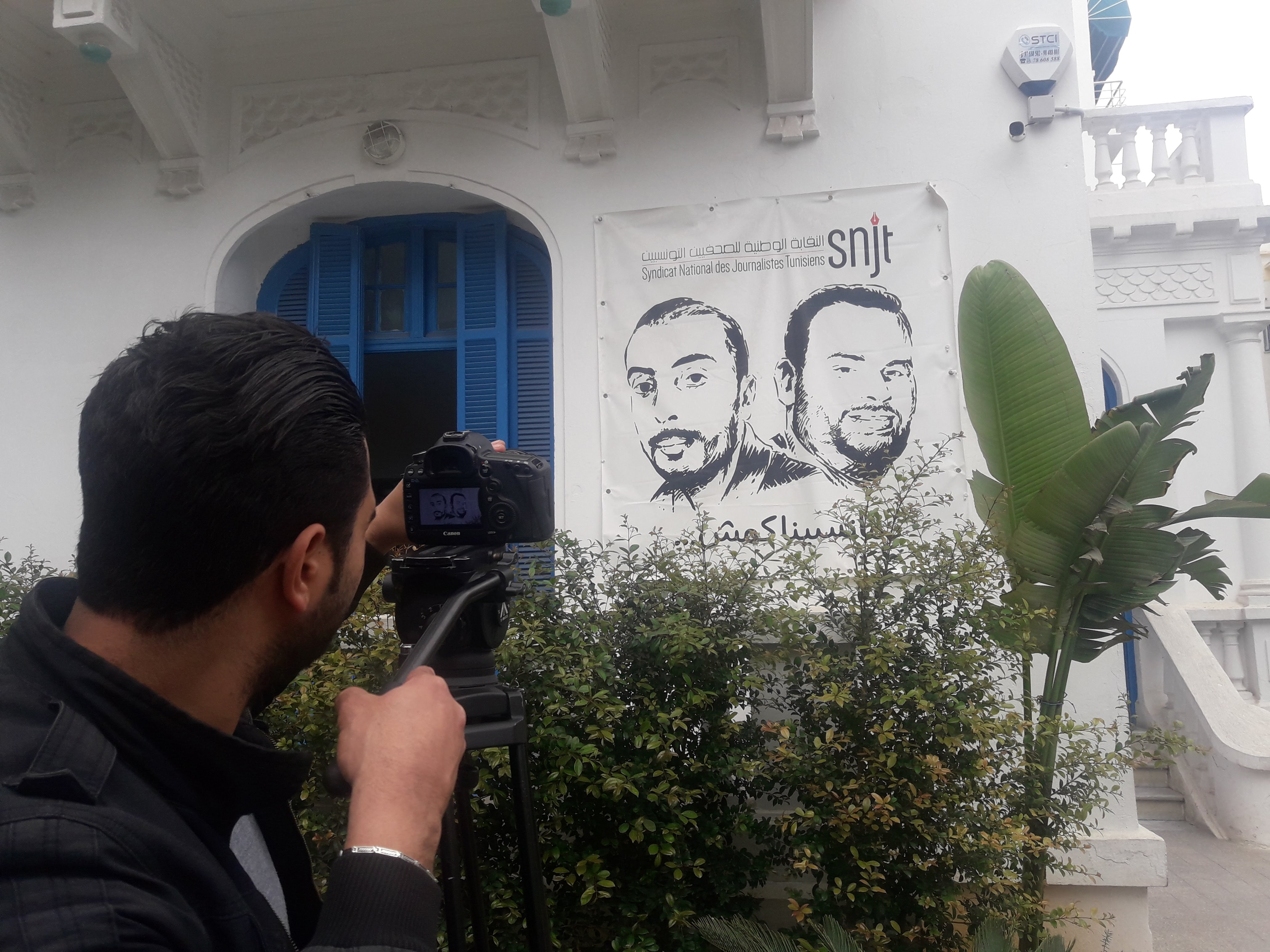
Affiche de Chourabi et Guetari au siège du.

Dans le cadre de son travail avec First TV, il décide en septembre 2014 de partir avec le photographe Nadhir Guetari vers la Libye pour réaliser un reportage mais ils sont tous deux kidnappés par une milice près de la région d'Ajdabiya le 8 septembre. Depuis, leur sort reste inconnu.
Le 8 janvier 2015, l'État islamique annonce avoir exécuté Chourabi et Guetari. Cependant, le ministre tunisien de l'Intérieur, Mohamed Najem Gharsalli, affirme en avril que les deux hommes sont toujours en vie.
Le 29 avril, le site libyen Bawabat Al Wassat annonce qu'une responsable du ministère libyen de la Justice a confirmé la mort d'une équipe de la chaîne Barqa TV et des deux journalistes tunisiens. Selon le même site, l'armée libyenne a arrêté cinq individus qui ont confirmé l'assassinat. Le 7 janvier 2017, une chaîne de télévision libyenne diffuse le témoignage d'un djihadiste capturé par l'armée libyenne dans lequel il confirme l'exécution des deux journalistes et précise que Chourabi a été égorgé et que Guetari a été tué par balle dans une forêt, après leur condamnation à mort par un tribunal de l'État Islamique à Derna.
Le 18 mars 2021, le site Kapitalis avance que les deux journalistes sont vivants et emprisonnés en Libye. Le 24 mars, la chaîne de télévision El Hiwar El Tounsi affirme que les deux journalistes sont en route pour la Tunisie en se basant sur des informations fournies par la mère de Nadhir Guetari.

## Récompenses
Sofiène Chourabi reçoit en 2011 le prix international Omar-Ourtilane remis par le quotidien algérien El Khabar,.